# Ceratonereis dawydovi
Ceratonereis dawydovi är en ringmaskart som först beskrevs av Fauvel 1937.  Ceratonereis dawydovi ingår i släktet Ceratonereis och familjen Nereididae. Inga underarter finns listade i Catalogue of Life.